# Wiltz (fiume)
Il fiume Wiltz è un corso d'acqua che scorre in Belgio e Lussemburgo. Il fiume nasce a Bastogne in Belgio dall'unione di due ruscelli, l'Oster e la Bovire, e confluisce nel fiume Sûre presso Goebelsmuhle in Lussemburgo dopo un tragitto di 42 chilometri.